# فري ساوند
فري ساوند (بالإنجليزية: Freesound)‏ مستودع تعاوني لعينات صوتية مرخصة من المشاع الإبداعي، وتعتبر منظمة غير ربحية مع أكثر من 500,000 صوت وتأثير صوتي حتى مايو 2021. بالإضافة إلى 8 ملايين مستخدم مسجل حتى مارس 2019. يتم تحميل الأصوات إلى موقع الويب من قبل مستخدميه، وتغطي مجموعة واسعة للصوتيات من التسجيلات الميدانية إلى الأصوات المركبة.
يمكن تصفح الأصوات والبحث عنها بسهولة عن طريق التصنيفات بالإضافة إلى ترتيبها بطريقة فولكسونومي،
وكذلك عملية البحث القياسي المستند إلى النص.
يتم أيضًا تحليل المحتوى الصوتي باستخدام أداة تحليل الصوت "Essentia" مفتوح المصدر، والتي تعمل على البحث عن التشابه الصوتي في الموقع. ولدى فري ساوند واجهة برمجة التطبيقات من نوع رست
والتي تُمكن تطبيقات الجهات الخارجية من خلالها الوصول إلى المحتوى الصوتي وبياناته الوصفية واستردادها.